# Túlélőhorror
A túlélőhorror egy videójáték-kategória, amelyet az különböztet meg a többi horrorjátéktól, hogy a játék során inkább a menekülésen, bujkáláson van a hangsúly, semmint az ellenségek tömegével való mészárlásán. A túlélőhorrorok általában akcióorientált játékok, a készítők azonban ügyesen megoldják, hogy a játékos ne legyen tele folyamatosan fegyverekkel és munícióval, ezzel kényszerítve arra, hogy csak akkor küzdjön, ha tényleg nagy szükség van rá. A túlélőhorrorokban a készítők az ellenségeket igyekeznek ijesztővé tenni, hogy a játékos ne csak az erejük miatt féljen tőlük, hanem a kinézetük és viselkedésük miatt is, ezzel sajátos atmoszférát teremtve a játéknak.